# Europapa
Europapa is een single van Joost Klein uit 2024. Het was de inzending van Nederland voor het Eurovisiesongfestival van 2024. Dat werd in Zweden georganiseerd. Het lied had een plek in de finale weten te bemachtigen, maar werd voortijdig gediskwalificeerd door de EBU na een melding van ongewenst gedrag, waar uiteindelijk geen bewijs voor bleek te zijn. Het nummer had op dat moment al meerdere populariteitsrecords weten te breken.

## Achtergrond

### Selectieprocedure
Het lied Europapa werd door middel van een interne procedure uit ruim zeshonderd inzendingen geselecteerd als Nederlandse deelname aan het Eurovisiesongfestival 2024. Als onderdeel van de procedure had de selectiecommissie vooraf optredens van Joost Klein bezocht om een indruk te krijgen van zijn podiumpresentatie. Ook had hij het nummer live voor de commissie ten gehore moeten brengen.
In december 2023 werd Klein gepresenteerd als de vertegenwoordiger van Nederland op het Eurovisiesongfestival. Zijn nummer, dat op dat moment nog niet bekend gemaakt werd, had volgens de selectiecommissie de grootste hitpotentie. De commissie koos bewust voor een ander genre dan voor de Nederlandse inzending tot dan toe gebruikelijk was, in de hoop zich daarmee van de andere deelnemers te kunnen onderscheiden. "Ik ben een risico", grapte Klein daarover, tijdens de persconferentie waarin zijn deelname bekend gemaakt werd.

### Première
Op 20 februari onthulde Klein op zijn instagram-account dat zijn nummer Europapa zou gaan heten, en dat het tijdens een speciale middaguitzending van De Avondshow met Arjen Lubach voor het eerst in de openbaarheid ten gehore zou worden gebracht. In deze live-uitzending bij Arjen Lubach op 29 februari werd het lied gepresenteerd met de bijbehorende videoclip. De uitzending werd door ruim 652 duizend mensen lineair bekeken.
Binnen vijf uur na lancering was de videoclip op YouTube al een miljoen keer bekeken en was de video nummer 1 in trending video’s in België en Nederland. Ruim 24 uur na uitgave was het met 2,5 miljoen views inmiddels de best bekeken songfestivalvideo van 2024 tot dan toe. Ook op muziekplatform Spotify werd het nummer veel beluisterd; op de donderdagavond na lancering was het nummer al meer dan een half miljoen keer gestreamd in Nederland, en op vrijdag gebeurde dat zelfs 1,2 miljoen keer. Daarmee werd het nummer het meest gestreamde nummer op één dag in Nederland ooit. Het versloeg daarmee Arcade, dat in mei 2019 massaal gestreamd werd nadat Duncan Laurence met het nummer eerste werd bij het Eurovisiesongfestival van 2019.
Radiozender NPO 3FM, die vooraf uitgebreid campagne gevoerd had om Klein naar het songfestival te sturen, riep het nummer uit tot 3FM Megahit. Bij een rondgang langs andere radiozenders liet Domien Verschuuren van zender Qmusic weten dat het nummer volgens hem vooral bij jongeren in de smaak zou vallen. "Maar het wordt sowieso interessant. We doen voor het eerst sinds jaren weer iets ludieks". Tim Klijn, dj bij Radio 538, noemde het een "enorm aanstekelijk deuntje" dat goed paste in het rariteitenkabinet, zoals hij het songfestival betitelde. Radiomaker en taalliefhebber Frits Spits, die eerder al zijn bewondering over de teksten van Klein had uitgesproken, noemde Europapa in De Taalstaat een geweldig en slim lied dat [in Malmö] hoge ogen zou gaan gooien, en voegde daaraan toe: "Als hij niet wint, dan eet ik mijn microfoon op".
Op de verschillende sociale media varieerden de meningen van uiterst negatief tot zeer enthousiast. Trouw-columnist Renate van der Bas constateerde daarbij een generatiekloof: de reacties onder de video op YouTube prezen het nummer de hemel in, terwijl het lied op Facebook, een platform waar de gemiddelde leeftijd hoger ligt, juist werd afgekraakt. Dat beeld werd bevestigd door "boomer" Johan Derksen, die aan de discussietafel bij Vandaag Inside te spreken was over de persoon van Klein zelf, maar niets positiefs kon zeggen over het nummer: "Deze bullsh*t wil ik niks mee te maken hebben". Zangeres en oud-deelneemster Linda Wagenmakers (No goodbyes in 2000) zag daarentegen een hoop potentieel in het dansbare nummer, en in het te verwachten optreden van Klein op de bühne in Malmö: "Als je hem ergens op een festival bezig ziet, dan gaat iedereen los".
Buiten Nederland verschenen er binnen de kortste keren verschillende reactievideo's op YouTube, waarin YouTubers reageerden op de video van Klein. Het nummer viel bij deze YouTubers direct goed in de smaak. Op 1 maart, een dag na de lancering, belandde het nummer op de eerste plaats in de Belgische Spotify-hitlijst. Een kleine week na lancering van het nummer liet Spotify weten dat het lied (in aantallen) het best beluisterd werd in Nederland en Duitsland. Daarna volgden België, Polen en Oostenrijk.
Het Vlaamse tijdschrift HUMO betitelde de inzending als ‘goed fout’. "Eurodance in het Nederlands, met een shout-out naar Stromae. Een doldwaze knaller dus, maar toch diepzinniger dan je op het eerste gehoor zou denken".

### Inhakers
Een dag na de première verscheen er een versie in Nederlandse Gebarentaal, vertolkt door gebarentolk Mirjam Stolk. Een bouwmarkt haakte in door een bijl aan te prijzen, voor mensen die door het lied zin hadden gekregen om te hakken. Kostprijs: 16,99 europapa. Internetfenomeen Orgel Joke speelde, gekleed in het blauw, een instrumentale versie van het nummer in, en de Helmondse feestartiest Immer Hansi verbouwde het nummer tot apres-ski-parodie met de titel Hoempapapa.
Later in maart volgden verdere varianten op Europapa, waaronder een lofzang op FC Groningen en station Europapark door de Groningse TikToker TikTok Tammo, een ode op het Leeuwardense Europaplein in het Stadsfries en een middels kunstmatige intelligentie gegenereerde parodie met de stem van politicus Geert Wilders.
Om jonge kiezers te overtuigen te gaan stemmen bij de Europese verkiezingen en Joost tijdens het Eurovisiesongfestival te steunen, werd in april in de gemeente Kampen de straat Europa-allee tijdelijk omgedoopt tot de Europapa-allee.

### Winkansen
Met Joost Klein brak omroep AVROTROS bewust met een trend, door te kiezen voor een in het oog springende show in plaats van de gebruikelijke ingetogen ballade. Nederland bleek echter niet de enige met een dergelijke act; een groot deel van de inzendingen van 2024 blijkt een up-tempo karakter te hebben, met spektakel. De opvallende Finse act Cha Cha Cha van Käärijä in 2023, diende bij velen waarschijnlijk als inspiratiebron. Daarnaast waren er in 2024 geen jury's in de halve finale, waardoor er bij de deelnemers meer behoefte was om op te vallen bij de kijkers thuis.
De Kroatische inzending Rim Tim Tagi Dim van Marko Purisic alias Baby Lasagna - nummer 1 bij de bookmakers - werd vooraf gezien als Kleins grootste concurrent. Ook van de inzendingen van Finland, Estland en Oostenrijk werd vooraf verwacht dat ze uit dezelfde vijver als Nederland zouden vissen.
Bij de bookmakers stond de Nederlandse inzending op het moment van lancering van Europapa op de 21ste plaats. Binnen drie dagen was het nummer opgeklommen naar plaats 14. Nog een dag later stond het op nummer 7. Slechts een maand later stond het nummer al op plaats 4. Ruim drie weken voor de finale behaalde het nummer plaats 3. Na het bereiken van de finale in de tweede halve finale, daalde de positie van het nummer naar de achtste plaats.

### Uitvoeringen

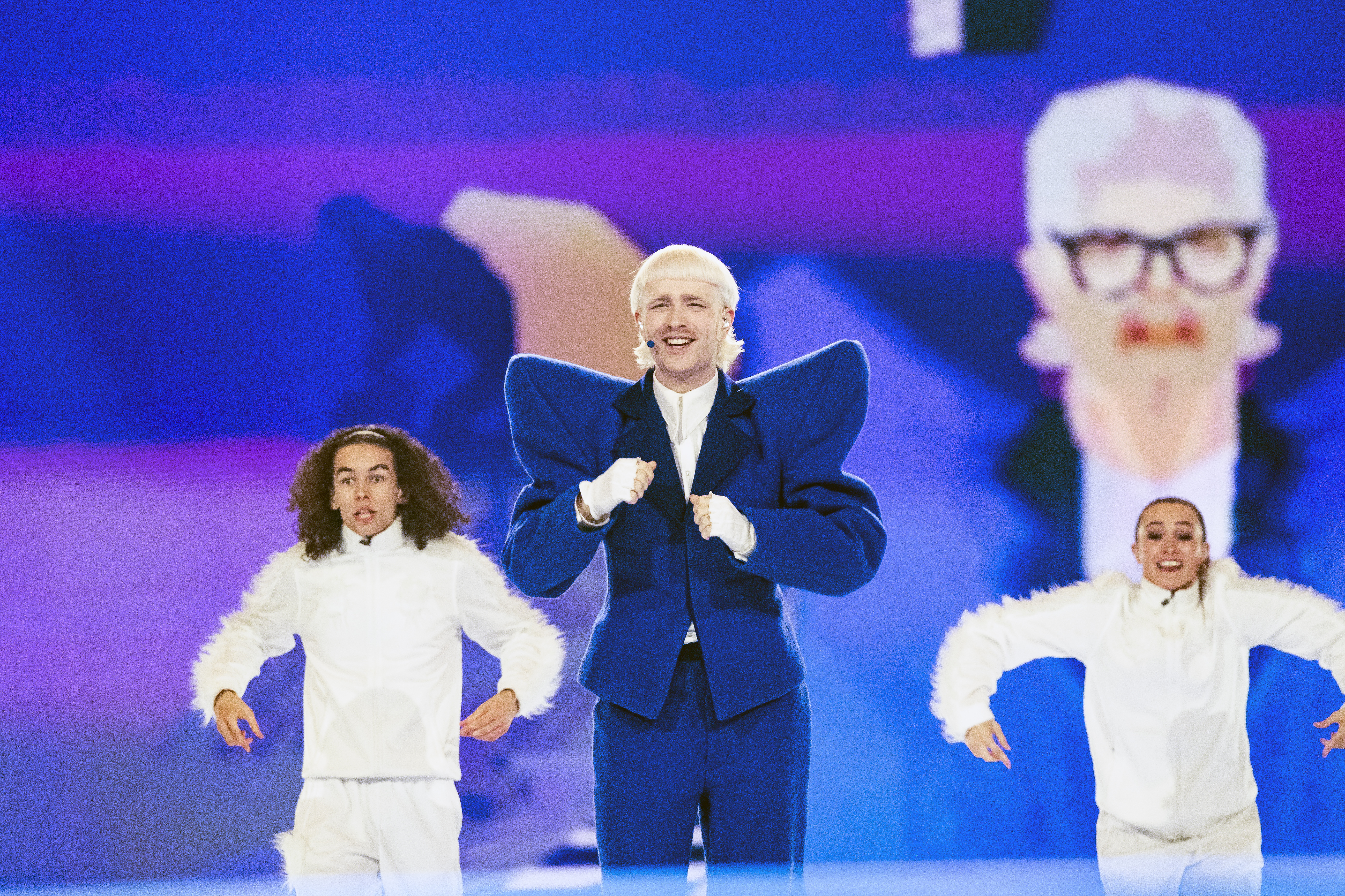
Uitvoering van Europapa tijdens de halve finale van het Songfestival

De eerste keer dat het lied live werd opgevoerd, was op 14 maart in het Tilburgse poppodium 013. Klein had daarbij uitdrukkelijk verzocht om geen smartphones mee de zaal in te nemen.
Op 5 maart bracht Joost de ep Europapa: Greatest Hits uit bestaande uit de originele versie en vijf remixes van Europapa. Deze remixes zijn gemaakt door Gladde Paling, Used, Paul Elstak, Vieze Asbak & DJ Klingelton.
In de finale van het Songfestival werd het lied nooit opgevoerd. Tijdens een repetitie deed zich een incident voor. Volgens de AVROTROS, die van Nederlandse zijde het festival coördineert, zou een cameravrouw Klein tegen de afspraken in hebben gefilmd, waarna Klein herhaaldelijk had gevraagd hiermee te stoppen. Toen zij dit niet deed zou hij een ‘dreigend gebaar’ gemaakt hebben. De EBU, die het Songfestival organiseert, wees na het sluiten van het festival deze interpretatie van de hand. Door wat voorgevallen was, had de EBU Klein toen al gediskwalificeerd en werd Europapa nooit tijdens de finale gezongen.

## Lied
Europapa is geschreven door Joost Klein, Donnie, Paul Elstak, Tantu Beats, Thijmen Melissant en Tim Haars en geproduceerd door Tantu Beats en Paul Elstak.
De tekst van het lied, die deels gezongen, deels gerapt en deels gesproken wordt, is hoofdzakelijk Nederlandstalig, maar bevat daarnaast ook enkele zinnen in het Engels en het Duits, en een paar woorden Frans en Italiaans. Volgens radiozender FunX was deze meertalige aanpak een strategie om punten binnen te harken. Eerdere inzendingen met een vergelijkbare strategie (Tsjechië in 2023 en Denemarken in 2019) belandden beide op de 10de plek in de finale.
Inhoudelijk is het lied zowel een ode aan Europa als aan de ouders van Klein, die hij op jonge leeftijd verloor. De ik-figuur in de tekst is een weeskind dat door Europa trekt om zichzelf te ontdekken en om aan anderen zijn verhaal te vertellen. Verschillende landen en steden passeren daarbij de revu. Klein bezingt en passant de voordelen van open grenzen binnen de Europese Schengenzone.
In het slot van het stuk zit de boodschap die Klein in zijn opvoeding van zijn vader zou hebben meegekregen: dat de wereld geen grenzen heeft. In het interview met Arjen Lubach, bij de première van het nummer, beschreef Klein Europapa als een brief aan zijn vader. Ook gaf hij aan dat het schrijven van liedteksten voor hem een uitlaatklep is om problemen van zich af te schrijven. Om aan te geven dat de liedjes die hieruit volgen, ook vrolijke deuntjes kunnen zijn, refereerde Klein in datzelfde interview, en in het lied zelf, aan het zeer dansbare nummer Papaoutai van Stromae, dat over vergelijkbare thematiek gaat.
De muziek die in het lied gebruikt is, is een directe verwijzing naar de jaren 90 en de gabbercultuur van die tijd. De stijl van het nummer wordt wel beschreven als gabberpop, happy hardcore, eurodance of een mix daarvan. Op ongeveer twee derde van het lied roept Tim Haars, in zijn rol als Gerrie van Boven uit televisie- en filmserie New Kids, de regel "Welkom in Europa, jongûh". Daarna gaat het lied over naar een gabber-dancebreak van Paul Elstak.
De single bestaat uit twee delen: het lied zelf en een outro waarop Klein kalm en poëtisch zich direct richt tot zijn vader, begeleid door een piano en strijkers. Deze outro heeft andere liedschrijvers dan het lied zelf; naast Klein en Tantu Beats, schreef Dylan van Dael ook mee. Van Dael produceerde ook samen met Tantu Beats de outro.

## Videoclip
De videoclip, die op 29 februari 2024 tegelijk met de première van het lied werd uitgebracht, is gemaakt door Véras Fawaz in samenwerking met productiehuis Cake Film & Photography in Amsterdam. 
In de video naast Klein zijn verschillende BN'ers te zien, zoals oud-songfestivaldeelnemers S10 en René Froger, Emma Wortelboer, Donnie, Martijn van Eijzeren alias Stuntkabouter, Appie Mussa, Gover Meit en Paul Elstak. De kleine Joost Klein wordt gespeeld door de negenjarige Raaf uit Tilburg.
Delen van de video zijn opgenomen met op de achtergrond de Braakmolen in het Noord-Hollandse dorp Etersheim. De molen representeert in de clip de Nederlandse cultuur. Daarnaast zijn er onder meer K-pop-danseressen, een verwijzing naar het laatste avondmaal en een scootmobielenrace te zien.
Voor de videoclip ontwierp Klein een pak in de kleur International Klein Blue. Hij droeg dit pak ook bij de première van zijn lied bij Arjen Lubach, en kondigde daarbij aan het tevens bij zijn optredens in Malmö te zullen dragen.
De videoclip voor Europapa was op YouTube met 52 miljoen views de best bekeken Nederlandstalige muziekvideo van 2024.

## Hitnoteringen
Op 2 maart 2024, toen de single werd uitgebracht, kwam Europapa gelijk binnen in de Tipparade van de Nederlandse Top 40. Dit deed het op de 28e plaats. Het betrad de Single Top 100 een dag later op de achttiende positie.
Op 9 maart kwam het nummer binnen op één in de Top 40. Niet eerder wist een songfestivalnummer al voor dat het evenement plaatshad de eerste plaats te bereiken. Ook is Europapa het eerste songfestivalliedje ooit dat op nummer één binnenkwam in de Top 40. Europapa steeg op 9 maart ook door naar de eerste positie in de Single Top 100. Daar bleef het 7 weken staan.
Klein had niet enkel in de Nederlandse hitlijsten succes met Europapa. In de Vlaamse Ultratop 50 kwam het net als in de Nederlandse Top 40 binnen op de eerste plaats van de lijst in week 10 van 2024.
Een maand nadat het nummer was uitgebracht, op 5 april 2024, stond het voor de vijfde week op rij op nummer één in de Top 40. Hiermee verbrak Europapa opnieuw een record; zes songfestivalnummers (waaronder Arcade, Après toi en Ein bißchen Frieden) stonden ooit vier weken op nummer één in die hitlijst, maar nog niet eerder wist een nummer het langer dan dat vol te houden. Het liedje stond in de Single Top 100-jaarlijst van 2024 op nummer 1. Het was dat jaar de meest verkochte en gestreamde single van het jaar.

### Nederlandse Top 40
| Positie: | 1 | 1 | 1 | 1 | 1 | 3 | 4 | 5 | 7 | 7 | 1 | 1 | 4 | 10 | 21 | 30 | uit |

### NederlandseSingle Top 100
| Hitnotering: 02-03-2024 t/m 02-11-2024 | Hitnotering: 02-03-2024 t/m 02-11-2024 | Hitnotering: 02-03-2024 t/m 02-11-2024 | Hitnotering: 02-03-2024 t/m 02-11-2024 | Hitnotering: 02-03-2024 t/m 02-11-2024 | Hitnotering: 02-03-2024 t/m 02-11-2024 | Hitnotering: 02-03-2024 t/m 02-11-2024 | Hitnotering: 02-03-2024 t/m 02-11-2024 | Hitnotering: 02-03-2024 t/m 02-11-2024 | Hitnotering: 02-03-2024 t/m 02-11-2024 | Hitnotering: 02-03-2024 t/m 02-11-2024 | Hitnotering: 02-03-2024 t/m 02-11-2024 | Hitnotering: 02-03-2024 t/m 02-11-2024 | Hitnotering: 02-03-2024 t/m 02-11-2024 | Hitnotering: 02-03-2024 t/m 02-11-2024 | Hitnotering: 02-03-2024 t/m 02-11-2024 | Hitnotering: 02-03-2024 t/m 02-11-2024 | Hitnotering: 02-03-2024 t/m 02-11-2024 | Hitnotering: 02-03-2024 t/m 02-11-2024 | Hitnotering: 02-03-2024 t/m 02-11-2024 | Hitnotering: 02-03-2024 t/m 02-11-2024 |
| Week:                                  | 1                                      | 2                                      | 3                                      | 4                                      | 5                                      | 6                                      | 7                                      | 8                                      | 9                                      | 10                                     | 11                                     | 12                                     | 13                                     | 14                                     | 15                                     | 16                                     | 17                                     | 18                                     | 19                                     | 20                                     |
| -------------------------------------- | -------------------------------------- | -------------------------------------- | -------------------------------------- | -------------------------------------- | -------------------------------------- | -------------------------------------- | -------------------------------------- | -------------------------------------- | -------------------------------------- | -------------------------------------- | -------------------------------------- | -------------------------------------- | -------------------------------------- | -------------------------------------- | -------------------------------------- | -------------------------------------- | -------------------------------------- | -------------------------------------- | -------------------------------------- | -------------------------------------- |
| Positie:                               | 18                                     | 1                                      | 1                                      | 1                                      | 1                                      | 1                                      | 3                                      | 3                                      | 3                                      | 3                                      | 3                                      | 1                                      | 1                                      | 2                                      | 3                                      | 7                                      | 9                                      | 18                                     | 19                                     | 24                                     |
| Week:                                  | 21                                     | 22                                     | 23                                     | 24                                     | 25                                     | 26                                     | 27                                     | 28                                     | 29                                     | 30                                     | 31                                     | 32                                     | 33                                     | 34                                     | 35                                     | 36                                     |                                        |                                        |                                        |                                        |
| Positie:                               | 28                                     | 33                                     | 37                                     | 42                                     | 44                                     | 48                                     | 53                                     | 57                                     | 68                                     | 74                                     | 78                                     | 82                                     | 87                                     | 88                                     | 87                                     | 89                                     | uit                                    |                                        |                                        |                                        |

### NPO Radio 2 Top 2000
Europapa stond in 2024 voor het eerst in de NPO Radio 2 Top 2000, op plek 139.

### Ultratop 50 Vlaanderen
| Hitnotering: 09-03-2024 t/m 30-08-2024 | Hitnotering: 09-03-2024 t/m 30-08-2024 | Hitnotering: 09-03-2024 t/m 30-08-2024 | Hitnotering: 09-03-2024 t/m 30-08-2024 | Hitnotering: 09-03-2024 t/m 30-08-2024 | Hitnotering: 09-03-2024 t/m 30-08-2024 | Hitnotering: 09-03-2024 t/m 30-08-2024 | Hitnotering: 09-03-2024 t/m 30-08-2024 | Hitnotering: 09-03-2024 t/m 30-08-2024 | Hitnotering: 09-03-2024 t/m 30-08-2024 | Hitnotering: 09-03-2024 t/m 30-08-2024 | Hitnotering: 09-03-2024 t/m 30-08-2024 | Hitnotering: 09-03-2024 t/m 30-08-2024 | Hitnotering: 09-03-2024 t/m 30-08-2024 | Hitnotering: 09-03-2024 t/m 30-08-2024 | Hitnotering: 09-03-2024 t/m 30-08-2024 | Hitnotering: 09-03-2024 t/m 30-08-2024 | Hitnotering: 09-03-2024 t/m 30-08-2024 | Hitnotering: 09-03-2024 t/m 30-08-2024 | Hitnotering: 09-03-2024 t/m 30-08-2024 | Hitnotering: 09-03-2024 t/m 30-08-2024 |
| Week:                                  | 1                                      | 2                                      | 3                                      | 4                                      | 5                                      | 6                                      | 7                                      | 8                                      | 9                                      | 10                                     | 11                                     | 12                                     | 13                                     | 14                                     | 15                                     | 16                                     | 17                                     | 18                                     | 19                                     | 20                                     |
| -------------------------------------- | -------------------------------------- | -------------------------------------- | -------------------------------------- | -------------------------------------- | -------------------------------------- | -------------------------------------- | -------------------------------------- | -------------------------------------- | -------------------------------------- | -------------------------------------- | -------------------------------------- | -------------------------------------- | -------------------------------------- | -------------------------------------- | -------------------------------------- | -------------------------------------- | -------------------------------------- | -------------------------------------- | -------------------------------------- | -------------------------------------- |
| Positie:                               | 1                                      | 1                                      | 1                                      | 1                                      | 2                                      | 2                                      | 2                                      | 8                                      | 6                                      | 3                                      | 1                                      | 1                                      | 1                                      | 1                                      | 2                                      | 11                                     | 7                                      | 9                                      | 18                                     | 20                                     |
| Week:                                  | 21                                     | 22                                     | 23                                     | 24                                     | 25                                     |                                        |                                        |                                        |                                        |                                        |                                        |                                        |                                        |                                        |                                        |                                        |                                        |                                        |                                        |                                        |
| Positie:                               | 26                                     | 32                                     | 44                                     | 45                                     | 43                                     | uit                                    |                                        |                                        |                                        |                                        |                                        |                                        |                                        |                                        |                                        |                                        |                                        |                                        |                                        |                                        |

### Hoogste noteringen in overige landen
Hieronder een overzicht van overige landen en bijbehorende hitlijsten waarin Europapa een hitnotering wist te bemachtigen; enkel de hoogste notering wordt genoemd.
| Land (hitlijst)                                          | Piekpositie | Ref    |
| -------------------------------------------------------- | ----------- | ------ |
| Letland (LAIPA)                                          | 1           | [ 4 ]  |
| Litouwen (AGATA)                                         | 1           | [ 5 ]  |
| Finland (Suomen virallinen lista)                        | 2           | [ 6 ]  |
| Verenigde Staten (Billboard: World Digital Song Sales)   | 2           | [ 7 ]  |
| Kroatië (Billboard)                                      | 3           | [ 8 ]  |
| Zweden (Sverigetopplistan)                               | 4           | [ 9 ]  |
| Oostenrijk (Ö3 Austria Top 40)                           | 5           | [ 10 ] |
| Griekenland (IFPI: International)                        | 6           | [ 11 ] |
| IJsland (Plötutíðindi)                                   | 6           | [ 12 ] |
| Verenigd Koninkrijk (OCC: Indie)                         | 6           | [ 24 ] |
| Luxemburg (Billboard)                                    | 7           | [ 13 ] |
| Verenigd Koninkrijk (OCC: Dance)                         | 10          | [ 24 ] |
| Zwitserland (Schweizer Hitparade)                        | 12          | [ 14 ] |
| Duitsland (Offiziele Deutsche Charts)                    | 13          | [ 15 ] |
| Polen (Polish Streaming Top 100)                         | 14          | [ 16 ] |
| Verenigde Staten (Billboard: Hot Dance/Electronic Songs) | 14          | [ 17 ] |
| Nieuw-Zeeland (RMNZ: Hot Singles)                        | 17          | [ 19 ] |
| Noorwegen (VG-Lista)                                     | 17          | [ 18 ] |
| Ierland (IRMA)                                           | 22          | [ 20 ] |
| België: Wallonië (Ultratop 50)                           | 31          | [ 21 ] |
| Tsjechië (Singles Digitál Top 100)                       | 33          | [ 22 ] |
| Denemarken (Tracklisten)                                 | 36          | [ 23 ] |
| Verenigd Koninkrijk (OCC: Singles)                       | 37          | [ 24 ] |
| Slowakije (Singles Digitál Top 100)                      | 43          | [ 25 ] |
| Wereldwijd (Billboard: Global 200)                       | 51          | [ 26 ] |
| Spanje (PROMUSICAE)                                      | 60          | [ 27 ] |
| Portugal (AFP)                                           | 79          | [ 28 ] |

1956: De vogels van Holland / Voorgoed voorbij · 1957: Net als toen · 1958: Heel de wereld · 1959: 'n Beetje · 1960: Wat een geluk · 1961: Wat een dag · 1962: Katinka · 1963: Een speeldoos · 1964: Jij bent mijn leven · 1965: 't Is genoeg · 1966: Fernando en Filippo · 1967: Ring-dinge-ding · 1968: Morgen · 1969: De troubadour · 1970: Waterman · 1971: Tijd · 1972: Als het om de liefde gaat · 1973: De oude muzikant · 1974: Ik zie een ster · 1975: Ding-a-dong · 1976: The party's over · 1977: De mallemolen · 1978: 't Is O.K. · 1979: Colorado · 1980: Amsterdam · 1981: Het is een wonder · 1982: Jij en ik · 1983: Sing me a song · 1984: Ik hou van jou · 1986: Alles heeft ritme · 1987: Rechtop in de wind · 1988: Shangri-la · 1989: Blijf zoals je bent · 1990: Ik wil alles met je delen · 1992: Wijs me de weg · 1993: Vrede · 1994: Waar is de zon · 1996: De eerste keer · 1997: Niemand heeft nog tijd · 1998: Hemel en aarde · 1999: One good reason · 2000: No goodbyes · 2001: Out on my own · 2003: One more night · 2004: Without you · 2005: My impossible dream · 2006: Amambanda · 2007: On top of the world · 2008: Your heart belongs to me · 2009: Shine · 2010: Ik ben verliefd (sha-la-lie) · 2011: Never alone · 2012: You and me · 2013: Birds · 2014: Calm after the storm · 2015: Walk along · 2016: Slow down · 2017: Lights and shadows · 2018: Outlaw in 'em · 2019: Arcade · 2020: Grow · 2021: Birth of a new age · 2022: De diepte · 2023: Burning daylight · 2024: Europapa · 2025: C'est la vie